# Guerra d'Amhara
La Guerra d'Amhara és un conflicte militar que va començar l'abril de 2023 entre les Forces Regionals d'Amhara i la milícia fano. El conflicte va començar després que l'exèrcit etíop va assaltar la regió d'Amhara per desarmar les forces especials d'Amhara i altres aliats regionals.